# Lecteria (Psaronius) triangulifera
Lecteria (Psaronius) triangulifera is een tweevleugelige uit de familie steltmuggen (Limoniidae). De soort komt voor in het Neotropisch gebied.